# MDNA
MDNA este cel de-al doisprezecelea album de studio al cântăreței americane Madonna, lansat la 23 martie 2012 sub egida casei de discuri Interscope Records. Materialul discografic a fost realizat în anul 2011, moment în care solista lucra la filmarea și regizarea propriului film, W.E. Madonna a început ședințele de înregistrare pentru album în luna iulie a anului 2011, colaborând cu numeroși producători, printre care și Alle Benassi, Benny Benassi, Demolition Crew, Free School, Michael Malih, Indiigo, William Orbit și Martin Solveig, ultimii doi fiind producătorii principali ai albumului.
Înregistrarea cântecelor a decurs fără probleme pentru toți cei implicați, cu toate că Madonna a întâmpinat dificultăți în a lucra cu Benny Benassi deoarece acesta nu vorbea limba engleză fluent, fiind nevoită să îl folosească pe Alle Benassi drept traducător. Din punct de vedere muzical, MDNA este un album pop și EDM ce conține atât piese introspective, cât și melodii vesele. În ceea ce privește versurile, piesele de pe album abordează teme precum petrecerile, iubirea pentru muzică, dragostea, precum și dezamăgirea, răzbunarea și separarea. Titlul albumului are un triplu înțeles; aluzia sa la drogul MDMA a primit o reacție negativă din partea grupurilor antidrog.
MDNA a reprezentat prima lansare a Madonnei din contractul cu Live Nation, semnat în anul 2007. Cântăreața a semnat, de asemenea, un contract cu casa de discuri Interscope Records, următoarele trei albume de studio urmând să fie lansate sub egida acestei case de discuri. MDNA fiind primul din ele. Promovarea albumului s-a realizat prin intermediul spectacolului din timpul pauzei meciului de fotbal Super Bowl XLVI și turneului MDNA Tour, devenind unul dintre turneele cu cele mai mari încasări din toate timpurile. Cântecele „Give Me All Your Luvin'”, „Girl Gone Wild”, „Masterpiece” și „Turn Up The Radio” au fost lansate ca discuri single. Primul single a ocupat locul 10 în clasamentul Billboard Hot 100, Madonna extinzându-și astfel recordul de artist cu cele mai multe șlagăre de top 10 din istoria clasamentului. Albumul nu a avut parte de nici o altă promovare suplimentară, situație care a fost remarcată de mass-media.
Criticii de specialitate au fost indeciși cu privire la materialul discografic. Aceștia au lăudat producția lui Orbit și piesele lente, însă au criticat versurile și regresul Madonnei în ceea ce privește muzica. Albumul a debutat pe prima poziție a topurilor din numeroase țări, inclusiv Australia, Brazilia, Canada, Italia, Spania, Regatul Unit și Statele Unite. Solista a stabilit atât un record pentru cele mai multe albume pe locul unu ale unui artist solo în Australia și Regatul Unit, cât și un record pentru cele mai slabe vânzări în cea de-a doua sa săptămână din istoria Nielsen SoundScan în Statele Unite. MDNA a fost al doisprezecelea cel mai bine vândut album al anului 2012 în toată lumea, înregistrând vânzări de peste două milioane de exemplare.

## Informații generale

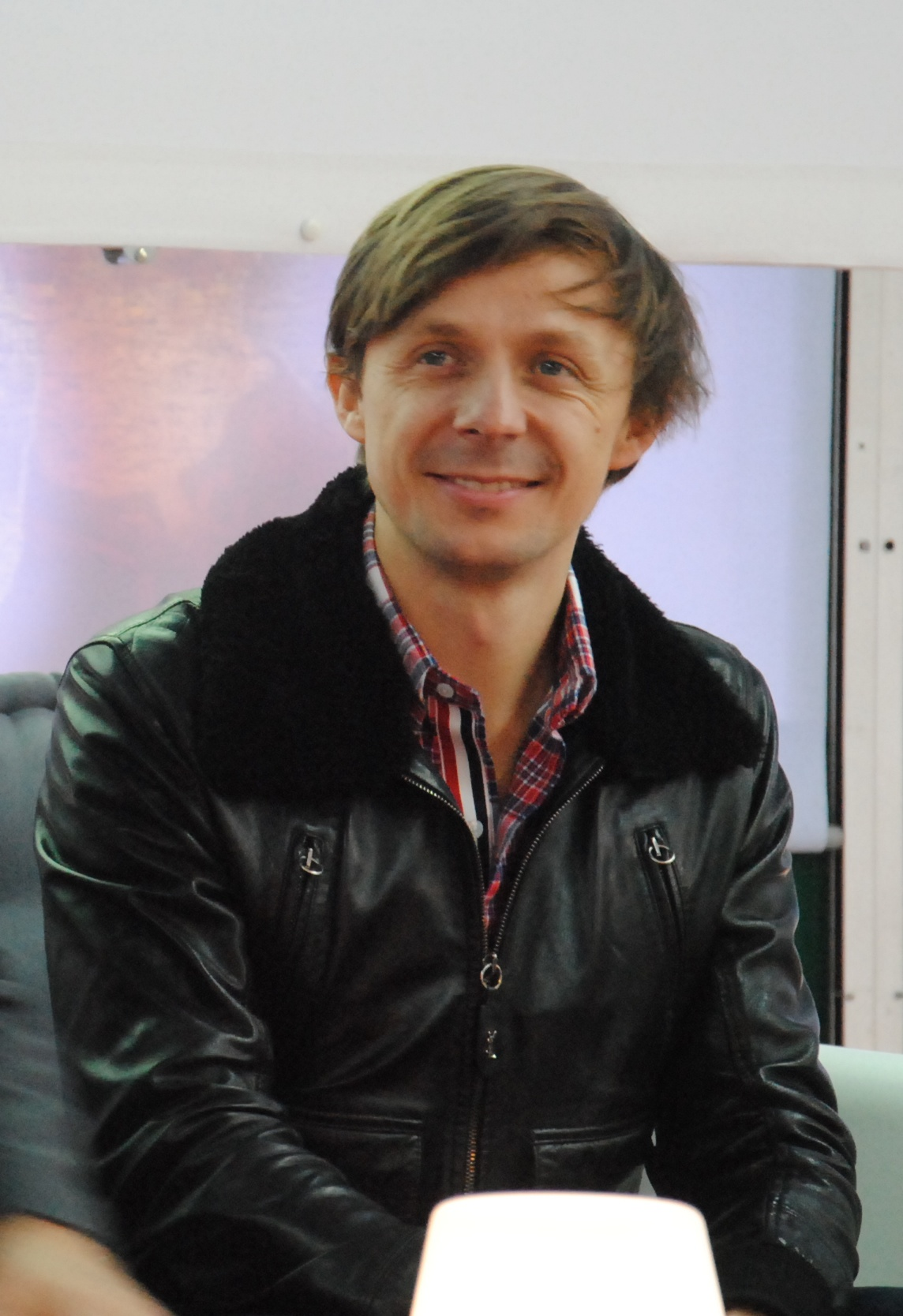
DJ-ul francez Martin Solveig a compus și produs trei cântece pentru albumul MDNA.

În urma încheierii turneului Sticky & Sweet Tour, Madonna s-a ocupat de proiecte diferite. După ce și-a lansat cel de-al treilea album greatest hits, Celebration (2009), solista a inițiat o serie de afaceri, printre cele mai cunoscute numărându-se linia de îmbrăcăminte Material Girl, centrele de fitness Hard Candy din întreaga lume, precum și brandul de modă Truth or Dare by Madonna ce se ocupă cu parfumuri, încălțăminte, îmbrăcăminte și accesorii. Aceasta a regizat, de asemenea, cel de-al doilea ei film de lung metraj, W.E., un film biografic despre aventura amoroasă dintre Eduard al VIII-lea al Regatului Unit și Wallis Simpson.
În timpul filmărilor pentru W.E., Madonna a postat un mesaj pe pagina ei de Facebook, spunând: „E oficial! Trebuie să mișc. Trebuie să transpir. Trebuie să facă muzică nouă! Muzică pe care pot dansa. Caut cei mai nebuni, cei mai tari și cei mai șmecheri oameni cu care pot să colaborez.” Prima colaborare a venit din partea producătorului William Orbit, cu care Madonna a lucrat la albumele Ray of Light (1998) și Music (2000). Considerând că cei doi au împărtășit o prietenie deosebită, cântăreața a fost de părere că el se va alinia cu alegerile ei muzicale actuale.
În iulie 2011, DJ-ul francez Martin Solveig a fost invitat la o ședință de compunere în Londra. Cu toate că Madonna l-a cooptat pe Solveig pentru un singur cântec, cei doi au realizat în total trei piese: „Give Me All Your Luvin'”, „I Don't Give A” și „Turn Up the Radio”. Într-un interviu pentru revista Billboard, Solveig a considerat că a fi producătorul Madonnei este ceva intimidant pentru el, alegând astfel să evite să se gândească la cântăreață și doar să facă „ceva care să aibă logică”. Interesele comune dintre Madonna și Solveig în materie de filme, mâncare și alte subiecte au rezultat în a continua să creeze cântece. Numeroși producători au lucrat la albumul MDNA, inclusiv Allessandro „Alle” Benassi și fratele lui, Benny Benassi, The Demolition Crew, Michael Malih și Indiigo. Solista a înrolat, de asemenea, rapperițele Nicki Minaj și M.I.A., dorindu-și să colaboreze cu „femei care [...] au un sentiment puternic despre ele înșiși”.

## Ședințele de înregistrare
Pe 4 iulie 2011, managerul Madonnei, Guy Oseary, a anunțat faptul că aceasta a început să înregistreze material pentru noul ei album. Ședințele de înregistrare au avut loc la studiourile Sarm West și Guerrilla Strip în Londra, Studio at the Palms în Las Vegas, studiourile MSR în New York, 3:20 Studios în Los Angeles, și Free School în California. Cântăreața a fost fericită să se întoarcă în spațiul închis al studioului de înregistrări în urma filmărilor pentru W.E. care au avut loc doar afară. „Folosesc o altă parte a creierului atunci când lucrez la muzică în comparație cu momentele când regizez un film”, a declarat Madonna.
Într-un interviu pentru Channel V Australia, Solveig a spus că ședințele de înregistrări au decurs rapid și fără probleme datorită prieteniei între Madonna și el. Cei doi s-au bucurat de timpul petrecut în studio și au acordat o atenție deosebită cântecelor, acesta fiind motivul pentru care s-au hotărât să înregistreze mai mult decât o singură piesă. Pe lângă cele trei cântece compuse, Solveig a realizat o altă melodie intitulată „Beautiful Killer”, inspirată de filmul francez Samuraiul (1967), unul dintre interesele comune pe care le-au împărtășit. Pentru Madonna, gândirea „metodică” a producătorului a fost importantă, de vreme ce aceasta putea refuza orice în timpul ședințelor, fără a se gândi la rănirea sentimentelor lui. Solveig a descris implicarea cântăreței în producția albumului:

A fost atât de implicată în procesul de înregistrare cât este posibil. Asta a fost o surpriză foarte bună și mare pentru mine! Am crezut că pur și simplu va petrece una sau două ore pe zi, va veni, va vedea unde suntem și va spune «Ok, îmi place asta, nu-mi place asta. Voi cânta asta. Pa!» [...] Vreau să spun că noi am produs piesele, nu doar am scris pe acreditări „produs de Martin Solveig și Madonna”, noi chiar am produs cântecele. La un moment dat, ea a vrut să aleg între sunetul unei tobe și sunetul unui sintetizator, și tot astfel de lucruri. S-a implicat într-adevăr în ședințe.

Cu stilul producției lui Orbit, Madonna a descoperit că sensibilitățile sale europene erau în concordanță cu cele ale producătorului, acestea potrivindu-se cu piesele compuse. Ședințele împreună cu Orbit au fost „incredibil de rapide și spontane” de vreme ce amândoi au fost dedicați în album. Cu toate acestea, cei doi tot au avut parte de multe conversații și „discuții despre filosofie sau fizică cuantică”. Atunci când a trebuit să lucreze cu Benny și Alle Benassi, Madonna a întâmpinat dificultăți în a comunica cu Benny din moment ce acesta nu vorbea fluent limba engleză. Totodată, cântăreața nu a mai lucrat cu ei înainte, existând astfel o timiditate caracteristică în comunicare. În cele din urmă, Madonna i-a cerut lui Alle Benassi să fie translator, acesta fiind un proces dificil pentru toți cei trei. În cele din urmă, ei au reușit să depășească provocările întâmpinate în crearea muzicii. „Muzica e mai mult despre vibrație și energie, și știi când lucrurile funcționează și când nu”, a clarificat solista.

## Titlul și coperta
În timpul emisiunii The Graham Norton Show difuzată pe la 11 ianuarie 2012, Madonna a anunțat titlul albumului, MDNA. Solveig a dezvăluit faptul că M.I.A. a fost cea care a venit cu ideea, spunând: „Ne-am distrat copios cu inițialele. M.I.A. a spus «Ar trebui să-ți numești albumul MDNA pentru că ar fi o abreviere și silabisire bună a numelui tău»”. Aceștia au realizat că inițiale au mai multe înțelesuri, una dintre ele fiind ADN-ul Madonnei. Discutând despre album la emisiunea The Tonight Show with Jay Leno, cântăreața a explicat că titlul are un triplu înțeles, reprezentând atât numele ei cât și ADN-ul ei și fiind, de asemenea, o referință către drogul MDMA, cunoscut sub denumirea de ecstasy. Numele MDNA a fost criticat de Lucy Dawe, purtătorul de cuvânt al grupului anti-drog Cannabis Skunk Sense, considerând că alegerea Madonnei a fost o „decizie necugetată”.
Fotografia utilizată pentru coperta albumului a fost realizată de Mert and Marcus, sub îndrumarea lui Giovanni Bianco. Coperta versiunii deluxe a fost dezvăluită de solistă prin intermediul unei postări pe pagina oficială de Facebook la 31 ianuarie 2012. Jocelyn Vena de la MTV News a descris fotografia ca fiind o „imagine dezasamblată, plină de farmec” în care Madonna „stă cu capul în sus, cu părul ondulat, lăsat pe spate. Poartă mult rimel, un ruj roșu strălucitor, un colier de tip choker și o rochie catifelată și luminoasă. Fotografia are un efect de oglindă spartă, oferindu-i o energie funky, de regină a dansului”. Robbie Daw de la Idolator a comparat coperta albumului MDNA cu cea a albumului True Blue (1986), observând similarități între șuvițele blonde și înclinarea capului. Acesta a adăugat că fotografia simbolizează diferitele unghiuri prin care cântăreața a fost examinată pe tot parcursul carierei. Coperta versiunii standard a fost dezvăluită la 6 februarie 2012. Direcția artistică a inclus aceeași paletă de culori și același aspect distorsionat ca cea din versiunea deluxe, însă prezintă o fotografie a Madonnei, purtând o rochie roșie și mănuși cu bijuterii.

## Structura muzicală și versurile
Considerând că piesele difuzate la radio sunt prea „omogenizate”, Madonna a urmărit ca direcția muzicală a albumului MDNA să fie diferită de melodiile celorlalți la vremea respectivă. Cântecele compuse au putut fi împărțite în două categorii. Potrivit solistei, piesele realizate împreună cu Orbit sunt mai „introspective” în timp ce cântecele realizate de Solveig sunt „mai ironice, mai amuzante și mai distractive”. MDNA este un album pop și EDM ce începe cu piesa „Girl Gone Wild”. Aceasta conține influențe four on the floor și are un sunet similar cu cântecele de pe cel de-al zecelea album de studio al Madonnei, Confessions on a Dance Floor (2005). Introducerea melodiei include elemente din „Act of Contrition” de pe albumul Like a Prayer (1989), în timp ce refrenul vorbește despre „o fată ce devine sălbatică” și are „o dorință arzătoare”. Următoarea piesă, „Gang Bang”, este un cântec electronic dance cu o secvență de dubstepși beat-uri industrial. Versurile sinistre descriu modul în care o femeie se răzbună pe iubitul ei, împușcându-l în cap.
În cântecul „I'm Addicted”, Madonna compară sentimentul de a fi îndrăgostit cu cel al dependenței de narcotice, cântând peste un beat electro house și eurodance. „Turn Up The Radio”, cea de-a patra piesă, începe cu o secvență de claviatură înainte de a se transforma într-un număr dance-pop inspirat de anii '80, rugând ascultătorul să se relaxeze prin a asculta muzică. „Give Me All Your Luvin'”, următoarea melodie, este o piesă dance ce conține elemente de bubblegum pop, synthpop, new wave și disco. Cântecul are aclamații ale unor majorete între versuri, iar Minaj și M.I.A. cântă rap în secvența intermediară. Piesa dance „Some Girls” este inspirată de genul muzical hardstyle, iar Madonna cântă despre fete cu personalități diferite. Pentru cel de-al șaptelea cântec, „Superstar”, fiica solistei, Loudres, a contribuit ca acompaniament vocal. Versurile piesei dance-pop cu un ante-refren dubstep și cu influențe electronica vorbesc despre modul în care Madonna își compară iubitul cu bărbați celebrii, precum John Travolta, Abraham Lincoln și Al Capone, afirmând că este „cel mai mare fan” al lor.
„I Don't Give A” conține beat-uri industrial cu influențe hip-hop, iar versurile descriu viața de zi cu zi a cântăreței în timp ce răspunde criticilor la adresa ei. Versul rap a lui Minaj evidențiază calitățile principale ale Madonnei, sfârșindu-se cu fraza: „There is only one queen, and that's Madonna” (ro.: „Există o singură regină, iar aceea e Madonna”). Cel de-al nouălea cântec, „I'm A Sinner”, este o piesă cu influențe din muzica rock and roll și country a anilor '60. Versurile melodiei descriu analogiile păcatului, aceasta finalizându-se cu un vers în care artista numește diferiți sfinți și virtuțile lor. Următoarea piesă, „Love Spent”, se compune dintr-un banjo și o linie melodică electronică, creând un „sunet pop înviorător, contemporan și potrivit pentru radio”. Cântecul vorbește modul în care banii au fost factorul principal al distrugerii căsniciei Madonnei. Tempo-ul următoarelor două piese de pe albumul MDNA este unul lent. „Masterpiece”, melodie inclusă și pe coloana sonoră a filmului W.E., este o baladă ce conține elemente din muzica latino. Producția cântecului s-a realizat doar prin intermediul coardelor, chitarelor și percuției proeminente, alături de versurile ce descriu durerea de a fi îndrăgostit de cineva atât de perfect precum o capodoperă. Versiunea standard a albumului se încheie cu piesa „Falling Free”, o baladă cu o linie melodică simplă și cu versuri complexe ce vorbesc despre iubire, libertate și entuziasm.
Versiunea deluxe a albumului MDNA începe cu cântecul „I Fucked Up”, o piesă cu un ritm lent în care Madonna își asumă vina pentru căsnicia ei eșuată. În melodia conceptuală „Beautiful Killer”, un aranjament de coarde asemănător cu single-ul din 1986, „Papa Don't Preach”, formează coloana vertebrală a cântecului în care solista vorbește atât din perspectiva unei victime, cât și din perspectiva unui criminal. „Birthday Song” este o piesă veselă realizată în colaborare cu M.I.A., având o linie melodică simplă formată dintr-o linie de bas și o percuție în stil punk. În ultimul cântec, „Best Friend”, Madonna se plânge de pierderea unui iubit pe care îl compară cu cel mai bun prieten al ei, recunoscând că se simte vinovată și că este plină de remușcări.

## Lansarea și promovarea
În luna decembrie a anului 2011, a fost anunțat faptul că Oseary și Live Nation Entertainment au realizat un plan de termen lung pentru cântăreață, constând, de asemenea, într-un contract pentru trei albume de studio cu Interscope Records. Acesta a reprezentat începutul înțelegerii multilaterale pe care Madonna a semnat-o cu Live Nation în 2007, incluzând „noi albume de studio, turnee, comercializări, fan club/site, DVD-uri, proiecte de televiziune și film legate de muzică și proiecte de film asociate cu contractul de sponsorizare”. S-a anunțat că data lansării albumului MDNA va fi la sfârșitul lunii martie 2012, iar primul single va fi lansat la finalul lunii ianuarie 2012. Data de lansare oficială a fost confirmată ca fiind 23 martie 2012 în Australia și Germania și 26 martie în celelalte țări, inclusiv Statele Unite. Într-un sondaj de final al anului 2011 realizat de cititorii revistei Billboard, MDNA a fost votat ca fiind cel mai așteptat album al anului 2012, câștigând 42% din totalul de voturi.

### Spectacolul de la Super Bowl

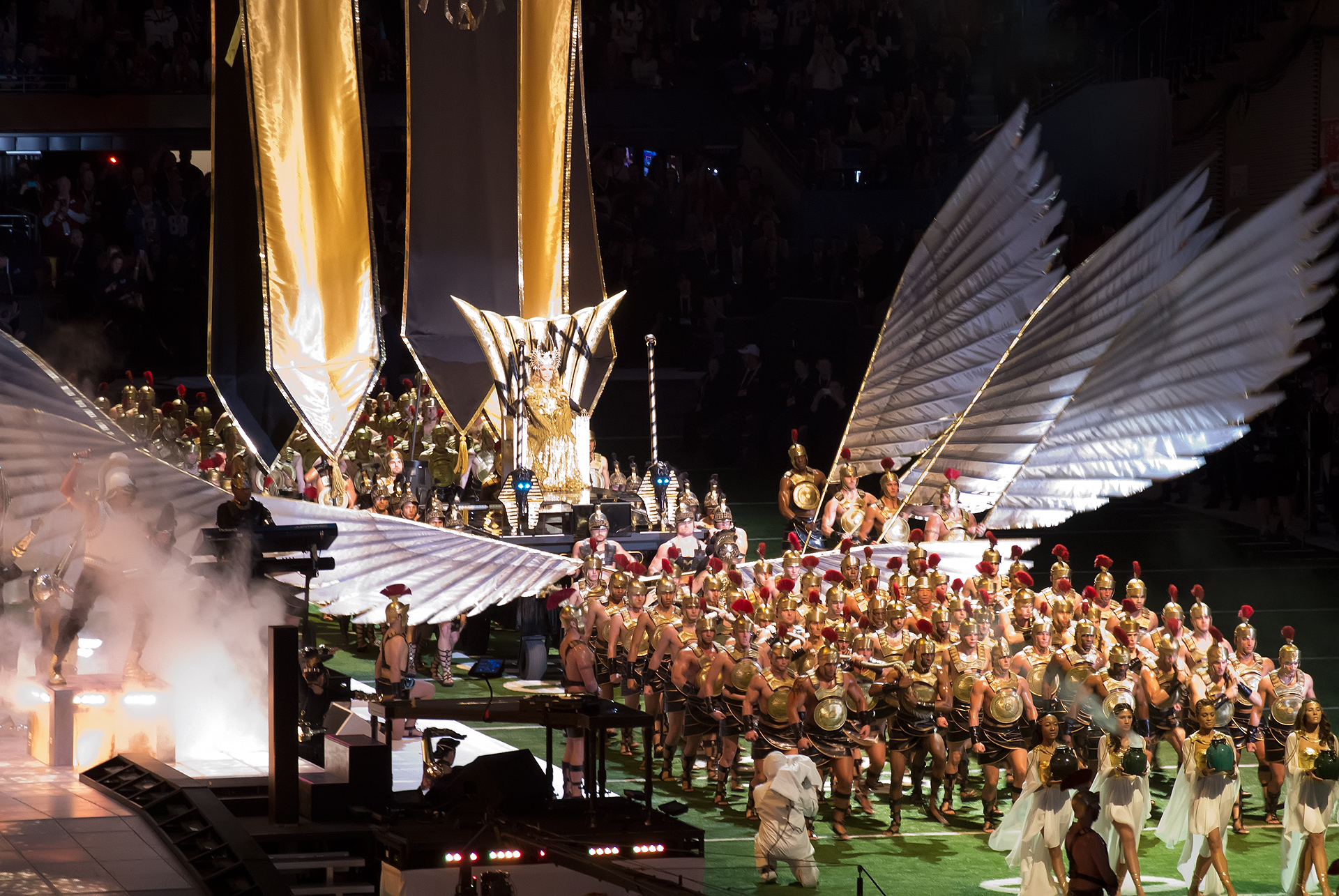
Madonna făcându-și apariția pe scena de la Super Bowl.

Campania de promovare a albumului MDNA a început cu spectacolul Madonnei din pauza meciului de fotbal Super Bowl XLVI, pe 5 februarie 2012, la Lucas Oil Stadium în Indianapolis, Indiana. Repetițiile pentru interpretare au durat aproximativ 320 de ore. Spectacolul a fost conceptualizat de Cirque Du Soleil și Jamie King, alături de grupul mass-media Moment Factory. Interpretarea a inclus 17 dansatori, 20 de păpuși dansatoare, un cor format din 200 de membrii și fanfară alcătuită din 100 de percuționiști. 36 de proiectoare au fost utilizate pentru lumină și imagini. Spectacolul a început cu Madonna, fiind adusă în stadion de 150 de cărăuși. Aceasta a stat în vârful unui tron de aur ce cântărea peste 540 de kg, purtând o pelerină lungă din aur, creată de Givenchy; realizarea pelerinei a durat peste 750 de ore. Solista a cântat „Give Me All Your Luvin'” alături de Minaj și M.I.A., alături de piesele ei anterioare—„Vogue”, „Music” și „Like a Prayer”. Odată ce interpretarea s-a încheiat, un grup de 250 de voluntari au dezasamblat scena în șase minute.
Madonna nu a fost plătită pentru spectacol, oferindu-i-se în schimb expunere globală ca artist. Spectacolul a fost un succes, fiind vizionat de 114 milioane de spectatori (mai mulți decât au urmărit jocul de fotbal în sine). Keith Caulfield de la revista Billboard a raportat o creștere de 17 ori mai mare a vânzărilor albumelor Madonnei, precum și o creștere însemnată a precomenzilor albumului MDNA (aproape 50.000 de exemplare fiind comandate pe iTunes Store). Interpretarea a stârnit, de asemenea, critici. În timp ce M.I.A. își cânta versul rap, aceasta și-a arătat degetul mijlociu în fața camerei la sfârșitul versului, în loc să spună cuvântul „shit” (ro.: „rahat”). Rapperița a fost amendată, echipa NFL cerându-și scuze pentru inabilitatea de a cenzura imaginea.

### Discuri single

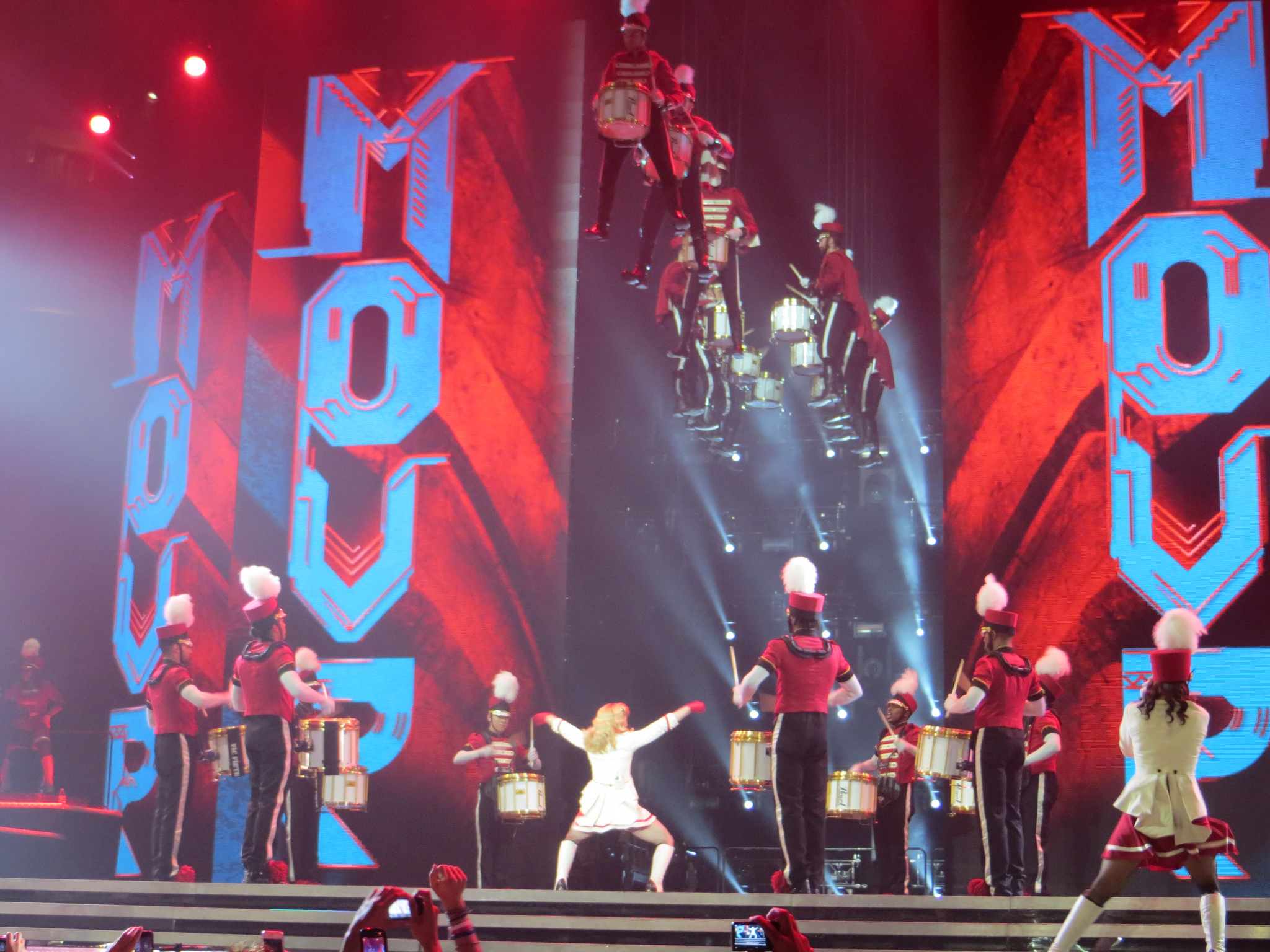
Interpretarea primului disc single extras de pe album, „Give Me All Your Luvin'”, în timpul turneului MDNA Tour. În urma finalizării acestuia, a devenit unul din turneele cu cele mai mari încasări din istorie.

„Give Me All Your Luvin'” a fost lansat ca primul disc single extras de pe albumul MDNA la 3 februarie 2012. Sal Cinquemani de la Slant Magazine a complimentat linia melodică „atrăgătoare”, însă a considerat compoziția inferioară în comparație cu single-urile anterioare ale Madonnei. Alexis Pertidis de la The Guardian și Joey Guerra de la ziarul Houston Chronicle au considerat că decizia de a alege această piesă ca single principal a fost una greșită, opinând că aceasta nu este o reprezentare a albumului. Cântecul a ocupat prima poziție a clasamentelor din Canada, Finlanda, Ungaria, Israel și Venezuela. În Statele Unite, „Give Me All Your Luvin'” a devenit al 38-lea șlagăr de top 10 al Madonnei, extinzându-și astfel recordul de artist cu cele mai multe piese în top 10 din istoria clasamentului Billboard Hot 100. Videoclipul cântecului a fost regizat de Megaforce și conține fotbaliști și majorete, temă inspirată de spectacolul de la Super Bowl.
Cel de-al doilea single, „Girl Gone Wild”, a fost lansat spre descărcare digitală la 2 martie 2012. Videoclipul filmat în alb și negru a fost regizat de fotografii de modă Mert and Marcus. Piesa a debutat pe locul șase în clasamentul Billboard Bubbling Under Hot 100 Singles, cu 22.000 de copii vândute potrivit Nielsen SoundScan. Single-ul a ocupat prima poziție a topului Dance Club Songs, devenind cea de-a 73-a săptămână a Madonnei în fruntea clasamentul respectiv. „Masterpiece” a fost lansat spre difuzare la radio în Regatul Unit la 2 aprilie. Cântecul a fost un succes în Rusia, clasându-se pe prima poziție a topului Russian Music Charts la 2 decembrie 2012.
„Turn Up the Radio” a fost lansat ca al patrulea și ultimul disc single extras de pe album la 29 iunie 2012, în Italia. Piesa a ocupat, de asemenea, locul întâi în clasamentul Dance Club Songs, devenind cel de-al treilea single de pe albumul MDNA care să reușească această performanță. În Brazilia, „Superstar” a fost lansat la 3 decembrie 2012 ca single promoțional, sub forma unui CD oferit alături de ediția specială a ziarului brazilian Folha de S. Paulo. Coperta single-ului a fost realizată de artistul graffiti Simone Sapienza, câștigătorul unui concurs sponsorizat de proiectul Keep Walking; acesta a fost ales de Madonna din zece finaliști.

### Turneul
Madonna a anunțat turneul MDNA Tour în urma interpretării de la Super Bowl. Acesta a început în luna mai 2012 în Tel Aviv, Israel, și s-a încheiat în America de Sud, în decembrie 2012. Spectacolul a avut loc în diferite locații precum stadioane și arene sau locații în aer liber, cum ar fi în Plains of Abraham în Quebec. Turneul ar fi trebuit să aibă 90 de spectacole ce aveau să se încheie în Australia. Cu toate acestea, Madonna a anulat concertele datorită problemelor din viața personală. Cântăreața și-a cerut scuze printr-un videoclip personal postat pe site-ul oficial. Turneul a fost descris de Madonna ca fiind „o călătorie  a unui suflet, de la întuneric la lumină”. Concertul a fost împărțit în patru segmente: Transgression, Prophecy, Masculine/Feminine și Redemption. Scena în formă de triunghi a constat în două căi de acces pentru ca solista să treacă în mulțime și o zonă închisă unde fanii se puteau apropia. A existat, de asemenea, un ecran imens format din trei părți, descris de organizatori ca fiind „cel mai mare din lume”. Realizatorii costumelor pentru turneu i-au inclus pe Jean Paul Gaultier, Arianne Phillips și Riccardo Tisci de la Givenchy.
Turneul a atras numeroase subiecte controverse precum violența, armele de foc, drepturile omului, nuditatea și politica; în o anumită secvență, chipul politicianului francez de extremă dreapta Marine Le Pen a apărut pe ecran, purtând o svastică pe frunte. În urma gestului, Le Pen a amenințat că o va da în judecată pe cântăreață. Alte părți au inclus-o pe Madonna atacându-și dansatorii cu arme false, dezbrăcându-se pe scenă sau expunându-și sânii pentru scurt timp în fața publicului. În ciuda controverselor, turneul MDNA Tour a primit recenzii pozitive și a avut cele mai mari încasări în 2012, devenind, de asemenea, al zecelea turneu cu cele mai bune încasări din toate timpurile, cu 305,1 milioane de dolari adunați din cele 88 de spectacole vândute integral și vizionate de o audiență de 2,.21 de milioane de oameni. Spectacolele din Miami de pe 19 și 20 noiembrie 2012 au fost înregistrate și lansate pe cel de-al patrulea album live al Madonnei, MDNA World Tour

### Mass-media
În urma spectacolului de la Super Bowl, albumul a primit o promovare limitată din partea Madonnei, precum apariții TV și mass-media. Oseary a spus că repetițiile pentru turneul MDNA au fost motivul pentru care albumul a avut parte de o promovare mică. Acesta mai adăugat că ideea lui a fost ca „muzica să vorbească de la sine”. William Orbit și-a exprimat nemulțumirea cu privire la promovarea redusă a albumului, dezvăluind faptul că aceștia au avut puțin timp pentru a înregistra cântecele de vreme ce programul Madonnei era încărcat cu alte angajamente, cum ar fi „lansarea de parfumuri sau concursuri de modă pentru adolescenți”. El a condamnat, de asemenea, comercializarea „grăbită” și momentul lansării albumului drept motive pentru promovarea slabă.
Madonna a utilizat rețelele de socializare pentru a promova MDNA prin postări cu fragmente din piesele de pe album, fotografii din culise și de la repetițiile pentru turneu, precum și sondaje de opinie pentru fani prin care să stabilească lista de cântece pentru turneu. Pe 24 martie, artista a participat la o discuție transmisă live pe Facebook, găzduită de Jimmy Fallon. Pentru a crește vânzările provenite din streaming ale albumului, Madonna a colaborat cu Spotify și au lansat o campanie în care oamenii puteau să câștige două bilete pentru MDNA Tour. Pentru premiu, utilizatorii trebuiau să asculte albumul în întregime, de trei ori, pe Spotify, în termen de două săptămâni de la lansare. Artista a făcut o apariție scurtă la festivalul Ultra Music 14 în Miami câteva zile mai târziu, prezentându-l pe DJ suedez Avicii. În timpul apariției, acesta a difuzat propriul remix pentru piesa „Girl Gone Wild”. La un moment dat, cântăreața a întrebat publicul: „Câți dintre oameni din această mulțime au văzut-o pe Molly?”. Gestul a avut parte de o reacție negativă, producătorul Deadmau5 criticând folosirea cuvântului molly, un jargon pentru drogul MDMA. Madonna a răspuns declarației prin intermediul unei postări pe Twitter cu o imagine din 1989 cu ea însăși, purtând urechi asemănătoare cu cele ale lui Minnie Mouse, spunând: „De la un șoarece la altul, nu susțin consumul de droguri și nu l-am susținut niciodată. M-am referit la cântecul «Have You Seen Molly» compus de prietenul meu, Cedric Gervais, cu care aproape am lucrat la ultimul meu album”.

## Receptare

### Critică
MDNA a avut parte de recenzii mixte. Pe Metacritic, un site care centralizează recenziile scrise de criticilor de muzică, MDNA primit un scor de 64 din 100 bazat pe 34 de recenzii, scor care indică recenzii în general favorabile. Andy Gill de la The Independent a considerat că albumul a reprezentat „o retratare hotărâtă și fără prostii” a mărcii muzicale Madonna, în urma răspunsului dezamăgitor pe care l-a primit în urma lansării Hard Candy. Joe Levy de la Rolling Stone i-a acordat albumului 3,5 din 5 stele, descriindu-l ca fiind „o lucrare disco de divorț”. Cu toate că a întâmpinat imoralități în muzică și compoziție, descriind-o ca fiind o compoziție „obraznică”, redactorul a găsit și o profunzime în conținut după ascultarea repetată a înregistrării. Priya Elan de la revista NME a numit MDNA „o zbenguială ridicol de plăcută”, descriind, de asemenea, intimitatea pieselor și versurile lor ca fiind „unele dintre cele mai profunde chestii pe care [Madonna] le-a făcut vreodată”. Sal Cinquemani de la Slant Magazine a considerat albumul „surpinzător de coerent” în ciuda numărului mare de producători, notând compozițiile lui Orbit și Madonna ca fiind printre cele mai bune. Shirley Halperin de la revista Billboard a apreciat decizia solistei de a nu produce muzică cu un sunet retro, așa cum mulți veterani ai muzicii ajung să creeze. „Întotdeauna cu un pas înaintea celor mai recente sunete și tendințe în producție ... brandul ei de muzica dance se întâlnește cu muzica pop încântătoare într-un moment perfect”, a teoretizat Halperin.
Producția lui Orbit a primit aprecieri din partea criticilor de specialitate. Simon Goddard de la revista Q a listat MDNA ca fiind cel mai bun album al Madonnei de la Ray of Light (1998). Același lucru l-a făcut și Greg Kot, redactor al ziarului Chicago Tribute, considerând că artista s-a întrecut pe sine cu piesele produse de Orbit. Caryn Ganz de la revista Spin a avut o opinie similară, oferindu-i nota 7 din 10 albumului și spunând că „dacă există vreun producător care știe cum să culeagă cele mai profunde sentimente ale Madonnei, acela este... Orbit”. Într-o recenzie pentru ziarul The New York Times, Jon Pareles a susținut că „instinctul pop” al artistei și capacitatea ei de a realiza ante-refrene este ceea ce a ajutat-o să „treacă prin MDNA”. Robert Christgau i-a oferit albumului calificativul A-. Criticul a preferat cântecele lente precum „Falling Free”, „Masterpiece”, „Love Spent” și „I Fucked Up”. Deși acesta nu s-a declarat impresionat de versuri, Christgau a descris piesa „Love Spent” ca fiind un punct culminant al albumului.
O recenzie mixtă a venit din partea lui Stephen Thomas Erlewine, redactor la AllMusic. Acesta a considerat albumul „insensibil” și „excesiv de sărac” ca rezultat al „calculelor reci” în realizarea muzicii, făcând-o pe Madonna să creeze piese care să se adreseze pieței contemporane de muzică. Aceeași părere a împărtășit-o și Melissa Maerz de la Entertainment Weekly, opinând că „toate acele memento-uri ale eticii ei profesionale din cântecul [«I Don't Give A»] pot deveni epuizante”. Emily Mackay de la The Quietus a observat „lipsa de ambiție” a lucrării, considerând că Madonna „nu a riscat” cu albumul MDNA. Gareth Grundy de la ziarul The Observer a fost ambivalent în legătură cu cântecele „rave-pop stângace”, simțind că „piesele mai relaxante sunt cele care strălucesc”, opinând că a doua jumătate a albumului „sună ca și cum ar fi fost împrumutată de la un proiect complet diferit și mult mai bun”. Alexis Pertidis de la The Guardian a descris MDNA ca fiind „nici triumfător, nici dezastruos”, fiind de părere că acesta s-a dovedit a fi „doar un alt album Madonna”.
Helen Brown de la ziarul The Daily Telegraph a descris versurile ca fiind „îngrozitor de banale”, criticând totodată necesitatea constantă a artistei de a arăta și a suna ca un adolescent. Pentru Matthew Perpetua de la Pitchfork Media, MDNA s-a dovedit a fi un album „șocant de banal” și „lipsit de substanță, rezultatul fără viață al obligațiilor, termenelor limită și a riscurilor acoperite” în timp ce Maura Johnston de la ziarul The Village Voice a criticat vocea Madonnei și „incorporarea nesinceră a elementelor EDM [...]”. Redactor al Los Angeles Times, Randall Roberts a considerat că albumul suferă de „familiaritate” și dovedește regresul muzical al artistei. Genevieve Koski de la site-ul The A.V. Club a criticat vocea „manipulată electronic” și „beat-urile Euro-dance masive și generice”, numind MDNA un album „competent, însă la fel de superficial”.

### Comercială
MDNA a înregistrat cele mai multe precomenzi ale unui album din istoria iTunes Store de când a fost anunțat în februarie 2012. În Statele Unite, materialul discografic a debutat pe prima poziție a clasamentului Billboard 200 cu 359.000 de exemplare vândute. Acesta a devenit cel de-al optulea album de studio al Madonnei care să ajungă pe locul unu și cel de-al cincilea album de studio consecutiv care să debuteze în fruntea clasamentului. Vânzările albumului au fost susținute de spectatorii turneului MDNA, cei care au cumpărat bilete la concertele ei primind și acest album. Aproximativ 185.000 de exemplare vândute în prima săptămână au provenit din albumele vândute odată cu biletele. MDNA a debutat, de asemenea, pe prima poziție a clasamentului de albume Dance/Electronic. În cea de-a doua săptămână, albumul a înregistrat o scădere în vânzări de 86,7%, cea mai mare scădere pentru album ce a debutat pe locul unu din istoria Nielsen SoundScan. Cu doar 48.000 de copii vândute, MDNA a coborât către locul opt în top. Albumul a fost prezent în Billboard 200 pentru un total de 13 săptămâni, iar în octombrie 2012 acesta a discul de aur din partea Recording Industry Association (RIAA) pentru cele 500.000 de exemplare expediate. Până în iunie 2014, acesta s-a vândut în 537.000 de copii în Statele Unite, potrivit SoundScan. În Canada, MDNA a debutat în fruntea topului Canadian Albums Chart, cu 32.000 de copii vândute în prima săptămână.

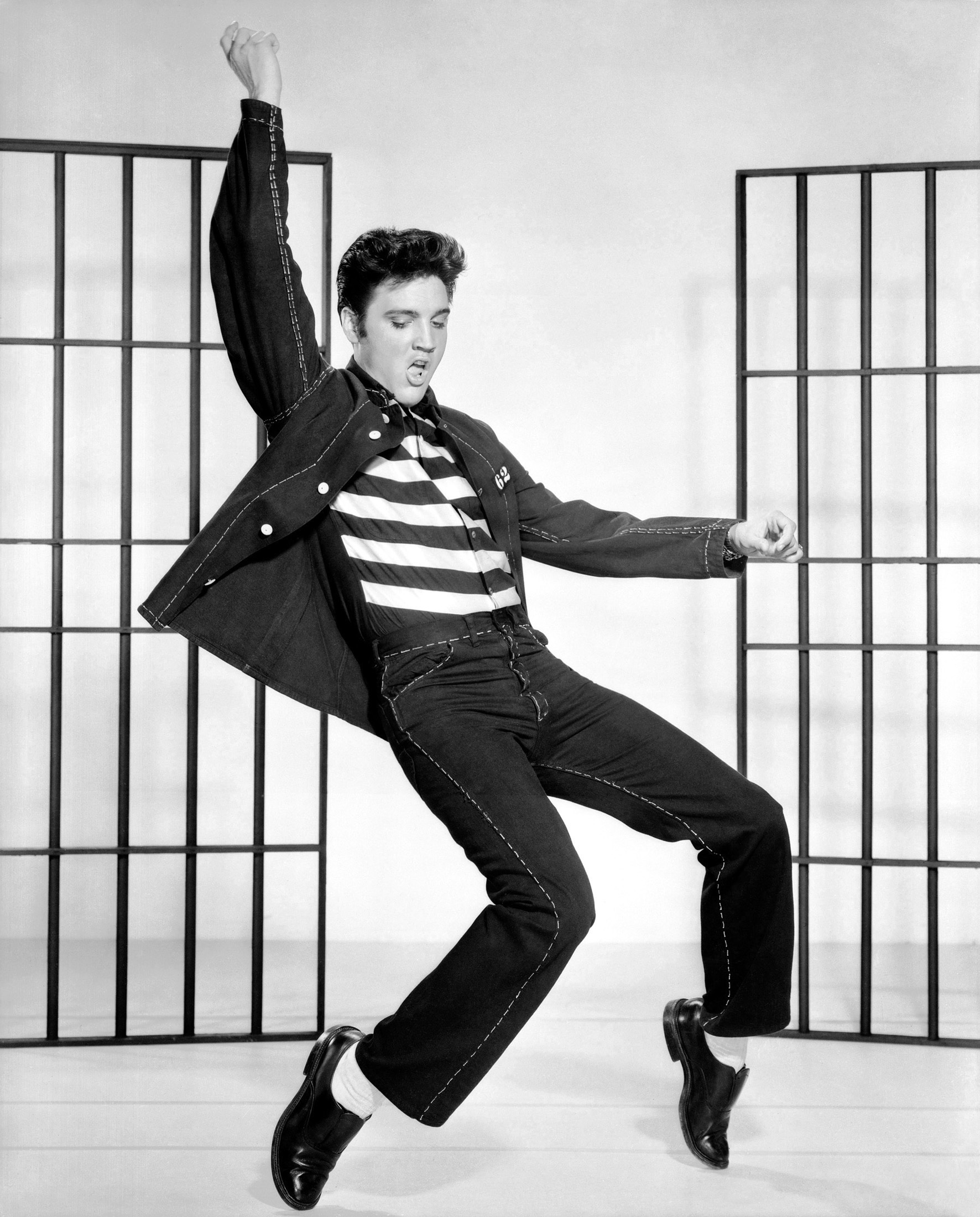
În Regatul Unit, MDNA a ajutat-o pe Madonna să îl depășească pe Elvis Presley ca artist solo cu cele mai multe albume pe locul unu din istorie.

În Regatul Unit, albumul a debutat pe prima poziție a clasamentului UK Albums Chart, cu 56.335 de exemplare vândute. Acesta a devenit al doisprezecelea album al Madonnei care să ajungă pe locul unu, depășind recordul deținut anterior de Elvis Presley drept artist solo cu cele mai multe albume pe locul unu din istorie. La acea vreme, doar formația The Beatles a avut cele mai multe albume pe prima poziție din istoria clasamentului, cu 15 materiale discografice. MDNA a ajuns pe locul 13 în cea de-a treia sa săptămână, devenind primul album al Madonnei care să părăsească top 10 atât de rapid. Până în martie 2015, acesta s-a vândut în 134.803 de exemplare, primind o certificare cu disc de aur din partea British Phonographic Industry (BPI). În Europa, MDNA s-a clasat pe prima poziție în Belgia, Croația, Cehia, Finlanda, Irlanda, Italia, Polonia, Spania, Suedia și Ungaria, clasându-se, de asemenea, în top 10 în ale țări.
În Australia, albumul a debutat pe locul unu și a discul de aur din partea Australian Recording Industry Association (ARIA) pentru cele 35,000 de exemplare expediate în prima săptămână. Acesta a devenit al zecelea album al Madonnei care să ajungă pe prima poziție în Australia, solista devenind astfel artistul solo cu cele mai multe albume pe locul unu din istoria clasamentului australian, depășindu-l pe Jimmy Barnes. În Japonia, MDNA a debutat în fruntea topului Oricon, cu 31,000 de copii fizice vândute. În aceeași săptămână, setul The Complete Studio Albums (1983–2008) a debutat, de asemenea, pe locul nouă, Madonna devenind astfel prima cântăreață internațională din istoria clasamentului japonez care să aibă două albume în top 10. Cu aceste două lansări, artista a acumulat 22 de albume de top 10 în Japonia, mai multe decât orice alt artist internațional. MDNA a primit discul de aur din partea Recording Industry Association of Japan pentru cele 100.000 de exemplare expediate. Madonna a stabilit, de asemenea, un record în Turcia datorită celor 30.000 de copii vândute în doar trei zile, depășind vânzările tuturor albumelor artiștilor din Turcia. În Russia, MDNA a debutat în pe locul unu datorită celor 26.000 de exemplare, primind o certificare cu sextuplu disc de platină din partea National Federation of Phonograph Producers (NFPF) pentru cele 7.000 de copii fizice, 44.000 de exemplare digitale și 1,5 milioane de streaming-uri. Potrivit International Federation of the Phonographic Industry (IFPI), MDNA a fost al doisprezecelea cel mai bine vândut album al anului 2012. Până în martie 2014, materialul discografic s-a vândut în peste două milioane de exemplare în toată lumea.

## Recunoașteri

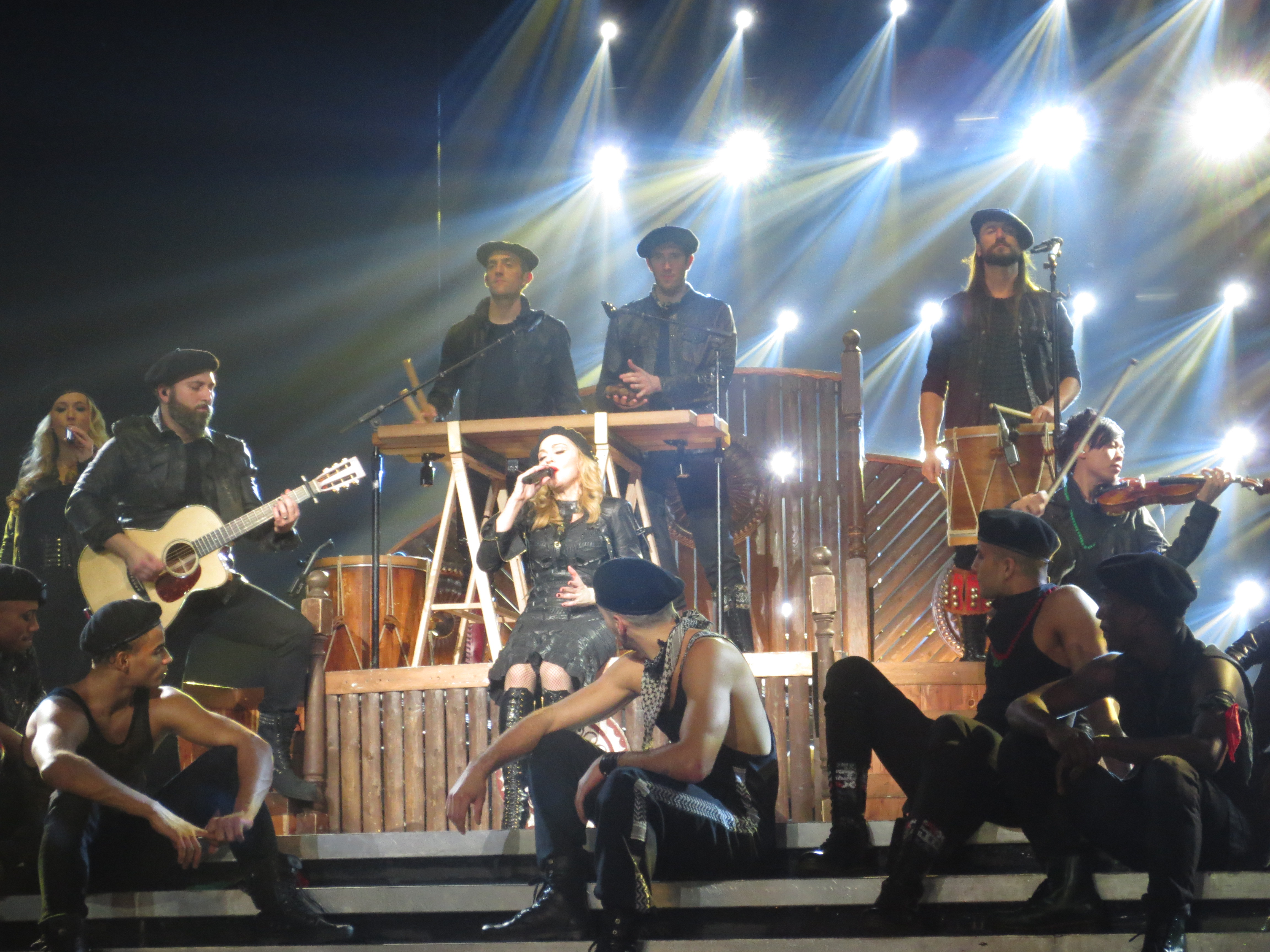
Madonna cântând „Masterpiece” în turneul MDNA Tour. Piesa a câștigat Globul de Aur pentru cea mai bună melodie originală.

La cea de-a 69-a ediție a Premiilor Globul de Aur, „Masterpiece”, piesă inclusa pe coloana sonoră a filmului W.E., a câștigat Globul de Aur pentru cea mai bună melodie originală. Cântecul a fost, de asemenea, trimis spre a fi selectat în lista nominalizaților pentru Premiul Oscar pentru cea mai bună melodie originală. Cu toate acestea, „Masterpiece” nu a fost luat în considerare datorită regulilor Academiei de Arte și Științe care spun că o piesă este eligibilă doar dacă apare în timpul filmului, nu mai târziu de începutul derulării distribuției la final. „Masterpiece” este difuzat după mai mult de un minut de la începerea derulării distribuției, nefiind astfel eligibil spre o nominalizare. Albumul MDNA a câștigat un premiu la categoria „Cel mai bun album dance” la ediția din 2013 a premiilor Billboard Music Awards, acolo unde Madonna a câștigat, de asemenea, premii la categoriile „Cel mai bun turneu” și „Cel mai bun artist dance”. La ediția din 2014 a premiilor World Music Awards, MDNA a primit o nominalizare la categoria „Cel mai bun album internațional”, însă nu a reușit să câștige premiul.
MDNA a ajutat-o pe Madonna să îl depășească pe Elvis Presley ca artist solo cu cele mai multe albume pe locul unu din istoria Regatului Unit, stabilind astfel un nou record în Guinness World Records pentru realizare. Revista Spin a clasat MDNA în lista celor mai bune albume pop 2012, redactorul Carolina Guerra scriind: „Dacă nu o poți pe Madge clipind în timpul momentelor EDM «Girl Gone Wild» și «Some Girls», sau șlagărelor retro «Give Me All Your Luvin'» și «I'm a Sinner», îți lași presupunerile legate de domnia Reginei să vorbească mai tare decât ultima ei lucrare de studio încă solidă”.

## Lista cântecelor
Versiunea standard — 50:47
| Nr. | Titlu                                                 | Textier(i)                                                                    | Producător(i)                                     | Durată |
| --- | ----------------------------------------------------- | ----------------------------------------------------------------------------- | ------------------------------------------------- | ------ |
| 1.  | „Girl Gone Wild”                                      | Madonna Jenson Vaughan Alessandro "Alle" Benassi Marco "Benny" Benassi        | Madonna Benny Benassi Alle Benassi                | 3:43   |
| 2.  | „Gang Bang”                                           | Madonna William Orbit Priscilla Hamilton Keith Harris Jean-Baptiste Mika      | Madonna Orbit The Demolition Crew                 | 5:26   |
| 3.  | „I'm Addicted”                                        | Madonna A. Benassi M. Benassi                                                 | Madonna B. Benassi A. Benassi The Demolition Crew | 4:33   |
| 4.  | „Turn Up the Radio”                                   | Madonna Martin Solveig Michael Tordjman Jade Williams                         | Madonna Solveig                                   | 3:46   |
| 5.  | „Give Me All Your Luvin'” feat. Nicki Minaj și M.I.A. | Madonna Solveig Onika Tanya Maraj Maya Arulpragasam Mike Dean Tordjman        | Madonna Solvig                                    | 3:22   |
| 6.  | „Some Girls”                                          | Madonna Orbit Klas Åhlund                                                     | Madonna Orbit Åhlund                              | 3:53   |
| 7.  | „Superstar”                                           | Madonna Hardy "Indiigo" Muanza Michael Malih                                  | Madonna Muanza Malih                              | 3:55   |
| 8.  | „I Don't Give A” featuring Nicki Minaj                | Madonna Solveig Maraj Julien Jabre                                            | Madonna Solveig                                   | 4:19   |
| 9.  | „I'm a Sinner”                                        | Madonna Orbit Jean-Baptiste                                                   | Madonna Orbit                                     | 4:52   |
| 10. | „Love Spent”                                          | Madonna Orbit Jean-Baptiste Hamilton Alain Whyte Ryan Buendia Michael McHenry | Madonna Orbit Free School                         | 3:46   |
| 11. | „Masterpiece”                                         | Madonna Julie Frost Jimmy Harry                                               | Madonna Orbit Harry                               | 3:59   |
| 12. | „Falling Free”                                        | Madonna Laurie Mayer Orbit Joe Henry                                          | Madonna Orbit                                     | 5:13   |

Versiunea deluxe (cântece bonus) — 69:00
| Nr. | Titlu                                                                       | Textier(i)                                  | Producător(i)                                     | Durată |
| --- | --------------------------------------------------------------------------- | ------------------------------------------- | ------------------------------------------------- | ------ |
| 13. | „Beautiful Killer”                                                          | Madonna Solveig Tordjman                    | Madonna Solveig                                   | 3:49   |
| 14. | „I Fucked Up”                                                               | Madonna Solveig Jabre                       | Madonna Solveig                                   | 3:29   |
| 15. | „B-Day Song” feat. M.I.A.                                                   | Madonna Arulpragasam Solveig                | Madonna Solveig                                   | 3:33   |
| 16. | „Best Friend”                                                               | Madonna A. Benassi M. Benassi               | Madonna The Demolition Crew B. Benassi A. Benassi | 3:20   |
| 17. | „Give Me All Your Luvin'” (Party Rock Remix) featuring LMFAO și Nicki Minaj | Madonna Solveig Maraj Arulpragasam Tordjman | Madonna Solveig LMFAO                             | 4:02   |

Note
- ^[a] semnifică un co-producător;
- ^[b] semnifică un producător ajutător;
- ^[c] semnifică un remixer și un producător suplimentar.

## Acreditări și personal
Acreditări adaptate de pe broșura albumului MDNA.

### Producție
- Madonna – textier, producător, producător executiv, voce principală, chitară acustică
- William Orbit – textier, producător, instrumentație, aranjament orchestră, orchestrație
- Martin Solveig – textier, producător, sintetizatoare, tobe, instrumentație, sintetizatoare suplimentare, tobe adiționale
- Klas Åhlund – textier, co-producător, instrumentație, vocoder
- Maya Arulpragasam – textier, voce secundară
- Jean-Baptiste – textier, acompaniament vocal
- Elena Barere – concertmaistru
- Alle Benassi – textier, producător, co-producător
- Benny Benassi – textier, producător, co-producător
- Lise Berthaud – violă
- Jade Williams – textier
- Don Juan Demo Casanova – textier
- Julie Frost – textier
- Priscilla Hamilton – textier
- Keith Harris – textier
- Jimmy Harry – textier, producător suplimentar
- Joe Henry – textier
- Nicki Minaj – textier, voce secundară
- Indiigo – textier, producător
- Ryan Buendia – textier, instrumentație
- Julien Jabre – textier, chitare electrice, tobe, sintetizatoare
- Stephen Kozmeniuk – textier
- Michael Malih – textier, producător
- Michael McHenry – textier
- Mika – textier
- Laurie Mayer – textier
- Michael Tordjman – textier, sintetizatoare, chitare
- Jenson Vaughan – textier
- Alain Whyte – textier, instrumentație
- The Demolition Crew – producător, co-producător

### Muzicanți
- Graham Archer – înregistrare
- Quentin Belarbi – asistent inginer de sunet
- Hahn-Bin – vioară
- Diane Barere – violoncel
- David Braccini – vioară
- Christophe Briquet – vioară, contractor muzicanți
- Karen Brunon – vioară
- Bob Carlisle – corn francez
- Jeff Carney – bas
- Demo Castellon – mixare audio, înregistrare, tobe, bas, inginer de sunet
- Cecile Coutelier – asistent înregistrare instrumente cu coarde
- Stephanie Cummins – violoncel
- Barbara Currie – corn francez
- Jason Metal Donkersgoed – editare suplimentară, înregistrare suplimentară
- Desiree Elsevier – vioară
- Romain Faure – sintetizatoare suplimentare
- Frank Filipetti – inginer de sunet
- Akemi Fillon – vioară
- Pierre Fouchenneret – vioară
- Free School – co-producător
- Jean-Baptiste Gaudray – chitară
- Chris Gehringer – masterizare audio
- Anne Gravoin – vioară
- Mary Hammann – vioară
- Gloria Kaba – asistent inginer de sunet
- Ian Kagey – asistent inginer de sunet
- Rob Katz – asistent inginer de sunet
- Abel Korzeniowski – dirijor
- The Koz – editare, vocoder, clape, sintetizatoare, programare suplimentară, editare suplimentară
- Paul Kremen – marketing
- Raphael Lee – asistent inginer de sunet
- Brad Leigh – asistent inginer de sunet
- Lola Leon – acompaniament vocal
- Diane Lesser – corn englez
- Vincent Lionti – viori
- LMFAO – remix, producție suplimentară
- Brett Mayer – asistent inginer de sunet
- Nelson Milburn – asistent inginer de sunet
- Christophe Morin – violoncel
- Sarah Nemtanu – vioară
- Jessica Phillips – clarinet
- Stephane Reichart – înregistrare instrumente cu coarde
- Andros Rodrigues – inginer de sunet
- Miwa Rosso – violoncel
- Dov Scheindlin – viori
- Stacey Shames – harpă
- Fred Sladkey – asistent inginer de sunet
- Sebastien Surel – vioară
- Ayako Tanaka – vioară
- Ron Taylor – editare protools, editare voce adițională
- Natasha Tchitch – violă
- Angie Teo – înregistrare, asistent mixaj, editare suplimentară, inginer de sunet, asistent inginer de sunet
- Alan Tilston – asistent, tobe, percuție, instrumentație
- Michael Turco – sintetizatoare suplimentare, muzică de final
- Sarah Veihan – violoncel
- David Wakefield – corn francez
- Dan Warner – chitară
- Philippe Weiss – înregistrare
- Ellen Westermann – violoncel
- Peter Wolford – asistent inginer de sunet
- Kenta Yonesaka – inginer de sunet

### Activitate comercială
- Jill Dell Abate – contractant, coordonator de producție
- Cathialine Zorzi – contractor asistent
- Sara Zambreno – management
- Liz Rosenberg – publicitate
- Guy Oseary – management
- Richard Feldstein – business management
- Shari Goldschmidt – business management
- Marlies Dwyer – legal
- Michael Goldsmith – legalitate
- P.C. – legalitate
- Joseph Penachio – legalitate
- Shire & Meiselas – legalitate
- Mark Baechle – copist
- Grubman – legalitate
- Indursky – legalitate

### Ambalare
- Giovanni Bianco – regizor artistic
- Mert and Marcus – fotografie
- Arianne Phillips – styling
- Gina Brooke – machiaj
- Garren – frizer
- Antonio Bernardi – garderobă
- YSL – garderobă
- Alexandre Vauthier – garderobă
- Tom Ford – garderobă
- Prada – garderobă
- Markus Lupfer – garderobă
- Miu Miu – garderobă
- Gucci – garderobă
- Kiki de Montparnasse – garderobă
- Dolce & Gabbana – garderobă
- Delfina Delettrez – garderobă
- Dorothy Gaspar – garderobă

## Prezența în clasamente
| Clasament (2012)                                  | Poziție de vârf |
| ------------------------------------------------- | --------------- |
| Australian Albums (ARIA)                          | 1               |
| Austrian Albums (Ö3 Austria)                      | 3               |
| Belgian Albums (Ultratop Flanders)                | 1               |
| Belgian Albums (Ultratop Wallonia)                | 3               |
| Brazilia (ABPD)                                   | 1               |
| Canadian Albums (Billboard)                       | 1               |
| Croatian Foreign Albums (IFPI)                    | 1               |
| Czech Albums (ČNS IFPI)                           | 1               |
| Danish Albums (Hitlisten)                         | 2               |
| Dutch Albums (MegaCharts)                         | 1               |
| Finnish Albums (Suomen virallinen lista)          | 1               |
| French Albums (SNEP)                              | 2               |
| German Albums (Media Control)                     | 3               |
| Hungarian Albums (MAHASZ)                         | 1               |
| Irish Albums (IRMA)                               | 1               |
| Italian Albums (FIMI)                             | 1               |
| Japanese Albums (Oricon)                          | 4               |
| Mexic (AMPROFON)                                  | 1               |
| New Zealand Albums (Recorded Music NZ)            | 3               |
| Norwegian Albums (VG-lista)                       | 2               |
| Polish Albums (ZPAV)                              | 1               |
| Portuguese Albums (AFP)                           | 2               |
| Rusia (Tophit)                                    | 1               |
| Scottish Albums (OCC)                             | 1               |
| Africa de Sud (RISA)                              | 17              |
| Korean International Albums (GAON) Deluxe version | 2               |
| Spanish Albums (PROMUSICAE)                       | 1               |
| Swedish Albums (Sverigetopplistan)                | 1               |
| Swiss Albums (Schweizer Hitparade)                | 2               |
| Taiwan (G-Music)                                  | 5               |
| UK Albums (OCC)                                   | 1               |
| US Billboard 200                                  | 1               |
| US Dance/Electronic Albums (Billboard)            | 1               |

| Clasament (2012)                   | Poziție |
| ---------------------------------- | ------- |
| Australia Dance (ARIA)             | 19      |
| Belgia (Ultratop Flandra)          | 40      |
| Belgia (Ultratop Valonia)          | 23      |
| Canada (Billboard)                 | 40      |
| Danemarca (Hitlisten)              | 33      |
| Olanda (MegaCharts)                | 38      |
| Finlanda (Suomen virallinen lista) | 10      |
| Germanias (Offizielle Top 100)     | 76      |
| Ungaria (MAHASZ)                   | 12      |
| Italia (FIMI)                      | 15      |
| Japonia (Oricon)                   | 83      |
| Mexic (AMPROFON)                   | 48      |
| Polonia (ZPAV)                     | 26      |
| Rusia (Tophit)                     | 1       |
| Spania (PROMUSICAE)                | 23      |
| Suedia (Sverigetopplistan)         | 39      |
| Elveția (Schweizer Hitparade)      | 32      |
| Regatul Unit (OCC)                 | 81      |
| US Billboard 200                   | 44      |
| US Dance/Electronic Albums         | 2       |

| Clasament (2015)       | Poziție |
| ---------------------- | ------- |
| Australia Dance (ARIA) | 48      |

## Vânzări și certificări
| \| Țara \| Vânzări \| Certificare \| Referințe \| \| --------------------------------- \| ---------- \| ----------- \| ---------- \| \| Australia (ARIA) \| +35.000 \| \| [199] \| \| Austria (IFPI Austria) \| +10.000 \| \| [200] \| \| Brazilia (Pro-Música Brasil) \| +80.000 \| \| [201] \| \| Columbia (ASINCOL) \| +20.000 \| \| [202] \| \| Coreea de Sud \| +2,700 \| \| [203][204] \| \| Danemarca (IFPI Danemarca) \| +10.000 \| \| [205] \| \| Finlanda (Musiikkituottajat) \| +11.000 \| \| [206] \| \| Franța (SNEP) \| +100.000 \| \| [207] \| \| India (IMI) \| +4.000 \| \| [208] \| \| Italia (FIMI) \| +60.000 \| \| [209] \| \| Japonia (RIAJ) \| +100.000 \| \| [134] \| \| Mexic (AMPROFON) \| +30.000 \| \| [210] \| \| Polonia (ZPAV) \| +20.000 \| \| [211] \| \| Portugalia (AFP) \| +10.000 \| \| [212] \| \| Regatul Unit (BPI) \| +135.000 \| \| [126][127] \| \| România (UPFR) \| +10.000 \| \| [213] \| \| Rusia (NFPF) \| +70.000 \| \| [191] \| \| Spania (PROMUSICAE) \| +20.000 \| \| [214] \| \| Suedia (GLF) \| +20.000 \| \| [215] \| \| Statele Unite ale Americii (RIAA) \| +540.000 \| \| [121][122] \| \| Turcia \| +30.000 \| \| [135] \| \| Ungaria (MAHASZ) \| +6.000 \| \| [216] \| \| Sumar \| \| \| \| \| În întreaga lume \| +2.000.000 \| \| [140] \| | Note - reprezintă „disc de aur”; - reprezintă „dublu disc de platină”; - reprezintă „disc de platină”; - reprezintă „septuplu disc de platină”; |             |                 |
| Țara | Vânzări | Certificare | Referințe       |
| Australia (ARIA) | +35.000 |             | [ 199 ]         |
| Austria (IFPI Austria) | +10.000 |             | [ 200 ]         |
| Brazilia (Pro-Música Brasil) | +80.000 |             | [ 201 ]         |
| Columbia (ASINCOL) | +20.000 |             | [ 202 ]         |
| Coreea de Sud | +2,700 |             | [ 203 ] [ 204 ] |
| Danemarca (IFPI Danemarca) | +10.000 |             | [ 205 ]         |
| Finlanda (Musiikkituottajat) | +11.000 |             | [ 206 ]         |
| Franța (SNEP) | +100.000 |             | [ 207 ]         |
| India (IMI) | +4.000 |             | [ 208 ]         |
| Italia (FIMI) | +60.000 |             | [ 209 ]         |
| Japonia (RIAJ) | +100.000 |             | [ 134 ]         |
| Mexic (AMPROFON) | +30.000 |             | [ 210 ]         |
| Polonia (ZPAV) | +20.000 |             | [ 211 ]         |
| Portugalia (AFP) | +10.000 |             | [ 212 ]         |
| Regatul Unit (BPI) | +135.000 |             | [ 126 ] [ 127 ] |
| România (UPFR) | +10.000 |             | [ 213 ]         |
| Rusia (NFPF) | +70.000 |             | [ 191 ]         |
| Spania (PROMUSICAE) | +20.000 |             | [ 214 ]         |
| Suedia (GLF) | +20.000 |             | [ 215 ]         |
| Statele Unite ale Americii (RIAA) | +540.000 |             | [ 121 ] [ 122 ] |
| Turcia | +30.000 |             | [ 135 ]         |
| Ungaria (MAHASZ) | +6.000 |             | [ 216 ]         |
| Sumar | |             |                 |
| În întreaga lume | +2.000.000 |             | [ 140 ]         |

## Datele lansărilor
| Țară                       | Dată            | Format                 | Versiune        | Casă de discuri                |
| -------------------------- | --------------- | ---------------------- | --------------- | ------------------------------ |
| Australia                  | 23 martie 2012  | CD Descărcare digitală | Standard deluxe | Universal Music                |
| Germania                   | 23 martie 2012  | CD Descărcare digitală | Standard deluxe | Universal Music                |
| Canada                     | 26 martie 2012  | CD Descărcare digitală | Standard deluxe | Universal Music                |
| Columbia                   | 26 martie 2012  | CD Descărcare digitală | Standard deluxe | Universal Music                |
| Japonia                    | 26 martie 2012  | CD Descărcare digitală | Deluxe          | Universal Music                |
| Turcia                     | 26 martie 2012  | CD Descărcare digitală | Standard deluxe | Universal Music                |
| Regatul Unit               | 26 martie 2012  | CD Descărcare digitală | Standard deluxe | Polydor                        |
| Statele Unite ale Americii | 26 martie 2012  | CD Descărcare digitală | Standard deluxe | Boy Toy Live Nation Interscope |
| Thailanda                  | 26 martie 2012  | CD Descărcare digitală | Standard deluxe | Universal Music                |
| Filipine                   | 26 martie 2012  | CD Descărcare digitală | Standard deluxe | Universal Music                |
| Statele Unite ale Americii | 10 aprilie 2012 | Vinil                  | Deluxe          | Boy Toy Live Nation Interscope |